# Kommuner i Álavaprovinsen

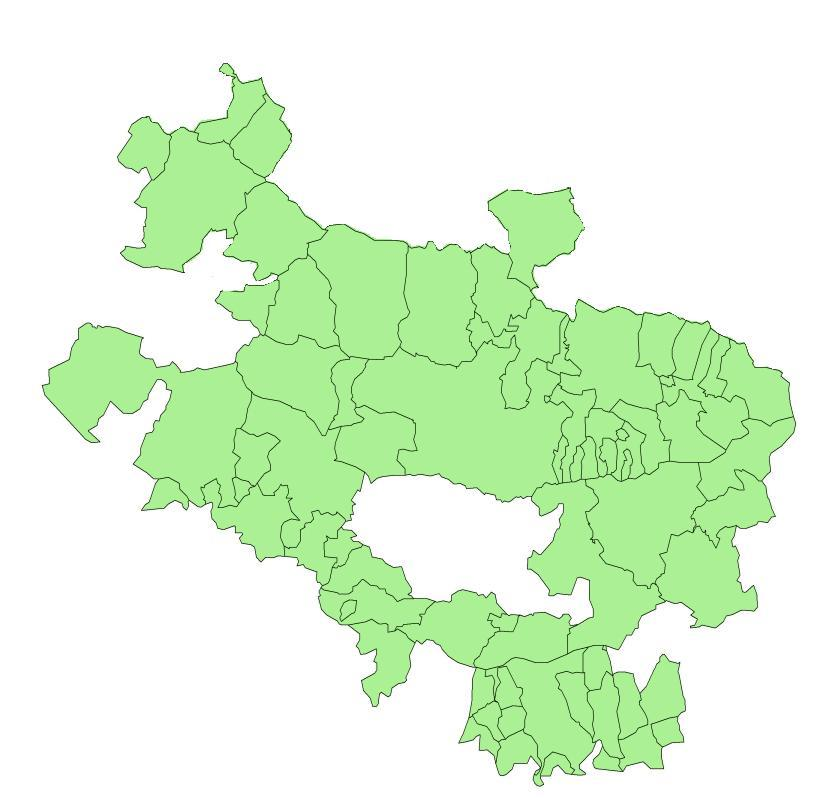
Karta över kommuner i Álavaprovinsen.

Kommunerna i Álavaprovinsen är till antalet 52 municipios. Provinsen hör till den autonoma regionen Baskien.
Provinskod: 01
I tabellen anges INE-kod, namn, yta i km², befolkning år 2013 och befolkningstäthet inv/km².
| Kod | Kommun                         | Yta km² | Befolkning (2013) | Täthet inv/km² |
| --- | ------------------------------ | ------- | ----------------- | -------------- |
| 001 | Alegría-Dulantzi               | 19,95   | 2870              | 143,86         |
| 002 | Amurrio                        | 96,35   | 10139             | 105,23         |
| 049 | Añana                          | 21,92   | 154               | 7,03           |
| 003 | Aramaio                        | 73,27   | 1491              | 20,35          |
| 006 | Armiñón                        | 12,94   | 237               | 18,32          |
| 037 | Arraia-Maeztu                  | 123,11  | 731               | 5,94           |
| 008 | Arratzua-Ubarrundia            | 57,41   | 981               | 17,09          |
| 004 | Artziniega                     | 27,45   | 1832              | 66,74          |
| 009 | Asparrena                      | 65,18   | 1671              | 25,64          |
| 010 | Ayala/Aiara                    | 140,86  | 2935              | 20,84          |
| 011 | Baños de Ebro/Mañueta          | 9,46    | 323               | 34,14          |
| 013 | Barrundia                      | 97,43   | 924               | 9,48           |
| 014 | Berantevilla                   | 35,73   | 479               | 13,41          |
| 016 | Bernedo                        | 130,44  | 567               | 4,35           |
| 017 | Campezo/Kanpezu                | 85,02   | 1127              | 13,26          |
| 021 | Elburgo/Burgelu                | 32,09   | 617               | 19,23          |
| 022 | Elciego                        | 16,32   | 1045              | 64,03          |
| 023 | Elvillar/Bilar                 | 17,5    | 357               | 20,4           |
| 046 | Erriberagoitia/Ribera Alta     | 119,78  | 758               | 6,33           |
| 056 | Harana/Valle de Arana          | 39,12   | 260               | 6,65           |
| 901 | Iruña Oka/Iruña de Oca         | 53,25   | 3100              | 58,22          |
| 027 | Iruraiz-Gauna                  | 47,13   | 517               | 10,97          |
| 019 | Kripan                         | 12,52   | 198               | 15,81          |
| 020 | Kuartango                      | 84,03   | 357               | 4,25           |
| 028 | Labastida/Bastida              | 38,17   | 1476              | 38,67          |
| 030 | Lagrán                         | 45,62   | 170               | 3,73           |
| 031 | Laguardia                      | 81,08   | 1528              | 18,85          |
| 032 | Lanciego/Lantziego             | 24,2    | 685               | 28,31          |
| 902 | Lantarón                       | 67,49   | 937               | 13,88          |
| 033 | Lapuebla de Labarca            | 5,99    | 828               | 138,23         |
| 036 | Laudio/Llodio                  | 37,56   | 18510             | 492,81         |
| 058 | Legutio                        | 45,85   | 1749              | 38,15          |
| 034 | Leza                           | 9,92    | 213               | 21,47          |
| 039 | Moreda de Álava/Moreda Araba   | 8,67    | 238               | 27,45          |
| 041 | Navaridas                      | 8,92    | 223               | 25             |
| 042 | Okondo                         | 29,9    | 1149              | 38,43          |
| 043 | Oyón-Oion                      | 45,18   | 3279              | 72,58          |
| 044 | Peñacerrada-Urizaharra         | 62,18   | 269               | 4,33           |
| 047 | Ribera Baja/Erribera Beitia    | 25,36   | 1334              | 52,6           |
| 051 | Agurain/Salvatierra            | 37,77   | 4995              | 132,25         |
| 052 | Samaniego                      | 10,64   | 326               | 30,64          |
| 053 | San Millán/Donemiliaga         | 85,41   | 743               | 8,7            |
| 054 | Urkabustaiz                    | 60,85   | 1300              | 21,36          |
| 055 | Valdegovía/Gaubea              | 238,27  | 1044              | 4,38           |
| 057 | Villabuena de Álava/Eskuernaga | 8,48    | 310               | 36,56          |
| 059 | Vitoria-Gasteiz                | 276,81  | 241386            | 872,03         |
| 060 | Yécora/Iekora                  | 18,8    | 265               | 14,1           |
| 061 | Zalduondo                      | 12,03   | 186               | 15,46          |
| 062 | Zambrana                       | 39,51   | 422               | 10,68          |
| 018 | Zigoitia                       | 102,07  | 1755              | 17,19          |
| 063 | Zuia                           | 122,49  | 2427              | 19,81          |